# Franz Josef Lang
Franz Josef Lang (* 9. Juli 1894 in Elbigenalp; † 7. Oktober 1975) war ein österreichischer Pathologe und Hochschullehrer.

## Leben
Lang begann nach dem Abitur, das er am Gymnasium in Brixen ablegte, mit dem Studium der Medizin in Innsbruck, wo er Mitglied des Corps Rhaetia war. Seinen Militärdienst leistete er als Einjährig-Freiwilliger im 1. Regiment der Tiroler Kaiserjäger. Er nahm als Offizier am Ersten Weltkrieg teil und kehrte als Oberleutnant schwer verwundet aus Galizien zurück. Danach setzte er sein Medizinstudium fort, das er 1919 mit der Promotion abschloss. Er begann mit wissenschaftlichen Arbeiten am Pathologisch-Anatomischen Institut der Universität Innsbruck und erhielt schon 1922 die Venia legendi. Nach Studienaufenthalten in Hamburg und München wurde er 1925 Fellow der Rockefeller Foundation in New York und Schüler Maximows an der Columbia University. 1927 erhielt er eine Stelle als stellvertretender Leiter der Abteilung für experimentelle Zellforschung am Krebsinstitut der Charité in Berlin. 1928 wurde er als Ordinarius für pathologische Anatomie und Vorstand des Pathologischen Instituts an der Universität Innsbruck berufen. Rufe nach Wien, Halle (Saale) und in die Vereinigten Staaten lehnte er ab. In den Studienjahren 1935/36 und 1937/38 bis 1943 war er Dekan der medizinischen Fakultät.